# Matagorda County
Matagorda County je okres ve státě Texas v USA. K roku 2010 zde žilo 36 702 obyvatel. Správním městem okresu je Bay City. Celková rozloha okresu činí 4 175 km².